# Daniel Rinner
Daniel Rinner, né le 11 novembre 1990 à Vaduz, est un coureur cycliste liechtensteinois sur route.

## Palmarès
- 2007
  - 2e du championnat du Liechtenstein sur route
  - 2e du championnat du Liechtenstein du contre-la-montre
  - 3e du championnat de Suisse de la montagne juniors
- 2008
  - 2e du championnat du Liechtenstein du contre-la-montre
  - 3e du championnat de Suisse de la montagne juniors
- 2010
  -  Champion du Liechtenstein sur route
  -  Champion du Liechtenstein du contre-la-montre
- 2011
  - 3e du championnat du Liechtenstein du contre-la-montre
- 2012
  -  Champion du Liechtenstein sur route
  - 2e du championnat du Liechtenstein du contre-la-montre

## Classements mondiaux
| Année           | 2009  |
| --------------- | ----- |
| UCI Europe Tour | 1157e |